# 瓦茨拉夫·什米德尔
瓦茨拉夫·什米德尔（捷克語：Václav Šmídl，1940年3月18日—），捷克男子排球运动员。他曾代表捷克斯洛伐克国家队参加1964年夏季奥林匹克运动会排球比赛，获得一枚银牌。